# Christian Rendel
Christian Rendel (* 26. Januar 1960 in Lich) ist freier Übersetzer (Englisch/Amerikanisch), Autor und Literaturwissenschaftler. 

## Leben
Christian Rendel studierte Germanistik und Geschichte an der Justus-Liebig-Universität Gießen. Rendel wurde vor allem bekannt für seine Übersetzung der Bücher von C. S. Lewis (Narnia) und Adrian Plass (Der Besuch). Als Mitherausgeber des Inklings-Jahrbuchs sowie durch zahlreiche Vorträge und eine Biografie über Lewis ist er seit vielen Jahren als Lewis-Experte bekannt. Zurzeit lebt er mit seiner Frau und seinen beiden Kindern in der Nähe von Göttingen.

## Werke
- C. S. Lewis. R. Brockhaus, Wuppertal 1991.
- Von Belfast nach Narnia. Das Leben von C. S. Lewis. Brunnen-Verlag, Giessen/Basel 2006.
- Ganz Fantastisch. C. S. Lewis – wie Narnia aus Geschichten geboren wurde. Brendow, Moers 2008.

## Übersetzungen
- Stephen Lawhead: Das Lied von Albion: Krieg im Paradies, Die Rückkehr der Helden, Der endlose Knoten. Brendow, Moers 1993–1995.
- Adrian Plass: Warum es kein Verbrechen war, Onkel Reginald zu töten. Brendow, Moers 1994.
- Adrian Plass: Streß-Familie Robinson. Brendow, Moers 1995.
- C. S. Lewis: Dienstanweisung für einen Unterteufel. Brendow, Moers 1995.
- Adrian Plass: Der Besuch. Die Geschichte einer unverhofften Wiederkehr. Brendow, Moers 2001.
- Adrian Plass: Jetzt reicht’s aber! Von streikenden Propheten, heiklen Strafen und anderen kniffligen Bibelstellen. Brendow, Moers 2007.
- C. S. Lewis: Die Chroniken von Narnia. Taschenbuch-Gesamtausgabe. Ueberreuter, Wien 2010.
- Adrian Plass: Kampf der Welten. Brendow, Moers 2012.

## Drehbuch
- 2000: „Black Out“ (Drehbuchwerkstatt München)[1]